# 急速醜聞
《急速醜聞》（韓語：과속스캔들）是2008年韓國賣座喜劇電影，導演為姜炯哲，由車太鉉、朴寶英及童星王錫賢主演。連續四周韓國周末票房冠軍，第四十五屆百想藝術大賞最佳影片、最佳編劇、最佳人氣男女主角等多項提名肯定，奪下最佳編劇、最佳新人女演員、最佳人氣等大獎。2016年上映本片的翻拍片——外公芳龄38。

## 劇情簡介
電台DJ南賢秀為一名過氣偶像，對生活品味非常要求，主持的電台節目為《南賢秀的午後小憩》。三個月前節目聽眾黃靜楠開始與南賢秀分享心事，黃靜楠不知道是否該去與不知道有他這個女兒的生父相認，南賢秀也在節目中給予開導，鼓勵她前去尋找父親。
一天黃靜楠突然Call In進節目告訴南賢秀她正準備去見她的爸爸，使得節目討論區熱烈討論，南賢秀也是很贊成黃靜楠鼓起勇氣去見自己的生父，想不到當天晚上黃靜楠竟然找上家門告訴南賢秀自己的生父就是他，還帶著一個兒子，也就是南賢秀的外孫男。
南賢秀一夜之間多了一個實力派唱將的女兒黃靜楠和一個音樂神童的孫子黃琪棟，當慣了黃金單身漢的南賢秀當然不可能就這樣認栽，一心想要東山再起的南賢秀更不想讓這樣的醜聞被發現，因此小心翼翼地隱藏這個秘密，殊不知已被狗仔記者盯上，一場演藝圈緋聞即將引爆。

## 演員陣容
- 車太鉉 飾 南賢秀
- 朴寶英 飾 黃靜楠，藝名：黃濟仁（後改姓為南靜楠、南濟仁）
- 王錫賢 飾 黃琪棟（後改姓為南琪棟）
- 林智圭 飾 靜楠的初戀，琪棟的父親
- 黃雨瑟惠 飾 幼稚園院長
- 林丞大 飾 記者
- 金惠珍 飾 記者
- 鄭原仲
- 金基邦 飾 PD
- 朴英瑞 飾 AD
- 高俊 飾 廣告監督

## 相關參考資料
1. 開眼電影網 （页面存档备份，存于）
2. imdb.com （页面存档备份，存于）
3. 鴻聯國際 急速醜聞介紹 （页面存档备份，存于）

## 外部連結
- 台灣預告片 （页面存档备份，存于）
- 官方網站[永久]
- 互联网电影数据库（IMDb）上《極速緋聞》的资料（英文）